# Sinești (Ialomița)
Pour les articles homonymes, voir Sinești.
Sinești est une commune du județ de Ialomița en Roumanie.